# 回归 (2003年电影)
《歸鄉》（俄语：Возвращение）是2003年由俄羅斯導演安德烈·萨金塞夫所執導的第一部電影，並於第60屆威尼斯影展獲得金獅獎。

## 劇情
安德和伊凡從小生活在缺少父愛的家庭裡，有一天失聯十二年的父親突然神秘返家，並決定開車帶兩個兒子一起去北方鄉間釣魚度假；父親的權威與兒子之間的衝突在旅途間不斷上演，尤其伊凡更是對於父親蠻橫的舉動屢屢叛逆不依。父親臨時聽了一通電話後而決定改變行程，他們划船到了一個無人島，沒想到這這趟旅程對安德和伊凡品格和勇氣造成極大的挑戰。

## 演員
- 安德 - 弗拉迪米尔·加林
- 伊凡 - 伊万·杜布朗拉沃夫
- 父親 - 康斯坦丁·拉朗尼柯
- 母親 - 娜塔莉亚·维杜维娜

## 製作
本片在拉多加湖和芬蘭灣附近取景拍攝，拍攝預算並未對外公布，不過導演和製片在一次訪談中暗示這部電影的預算低於50萬美金；後來電影在全球得票房約440萬美金。
飾演哥哥安德的弗拉迪米尔·加林在電影拍攝殺青後一個月即在湖邊戲水不慎溺斃身亡。

## 奖项
| 年份 | 奖项             | 奖项分类   | 是否得奖 | 备注 |
| ---- | ---------------- | ---------- | -------- | ---- |
| 2003 | 威尼斯电影节     | 金狮奖     | 獲獎     |      |
| 2003 | 威尼斯电影节     | 最佳处女作 | 獲獎     |      |
| 2003 | 欧洲电影奖       | 年度发现奖 | 獲獎     |      |
| 2003 | 棕榈泉国际电影节 | 最佳外语片 | 獲獎     |      |
| 2003 | 金球奖           | 最佳外语片 | 獲獎     |      |